# Perryton
Perryton è una città degli Stati Uniti d'America, situata nello Stato del Texas, nella Contea di Ochiltree, della quale è anche il capoluogo.